# Мішель Ідальго
Міше́ль Ідальго́ (фр. Michel Hidalgo; 22 березня 1933, Леффренкук — 26 березня 2020, Марсель) — французький футболіст, що грав на позиції півзахисника. Виступав, зокрема, за «Реймс» та «Монако», з якими став триразовим чемпіоном Франції, а також по два рази вигравав національний Кубок та Суперкубок. Забив один з голів у фіналі першого в історії розіграшу Кубка європейських чемпіонів.
По завершенні ігрової кар'єри — футбольний тренер. Тренував національну збірну Франції, з якою вперше в історії триколірних став чемпіоном Європи.

## Клубна кар'єра
Народився 22 березня 1933 року в місті Леффренкук. Вихованець футбольної школи клубу «УС Норманд».
У дорослому футболі дебютував 1952 року виступами за «Гавр», в якому провів два сезони, взявши участь лише у 47 матчах чемпіонату.
1954 року перейшов до «Реймса», у складі якого вперше став чемпіоном та володарем Суперкубка Франції у 1955 році, а потім у 1956 році разом зі своєю командою в першому розіграші Кубка європейських чемпіонів дійшов до фіналу, де грав у вирішальному матчі з мадридським «Реалом». У тому фіналі на 10-й хвилині рахунок був уже 2:0 на користь французів, але до 30-ї хвилини іспанці відіграли обидва м'ячі. У другому таймі на 62-й хвилині саме Ідальго знову вивів «Реймс» вперед, але в підсумку переміг «Реал», забивши у ворота «Реймса» ще два м'ячі.
У наступному році Ідальго перейшов в клуб «Монако». З «монегасками» він завоював ще два титули чемпіона Франції, двічі виграв Кубок Франції і одного разу національний Суперкубок. Завершив професійну кар'єру футболіста виступами за «Монако» у 1966 році.

## Єврокубки
Провів 3 сезони у клубних турнірах під егідою УЄФА, і всі в Кубку чемпіонів. У 10 матчах він забив 1 гол (у першому фіналі першого розіграшу 1955-56) мадридському «Реалу» в складі «Реймса», тогочасного гранда французького клубного футболу. Ще два євросезони Ідальго виступав у формі «Монако».

### Статистика виступів у єврокубках
| Сезон             | Клуб              | Турнір          | Досягнення   | Матчі | Перемоги | Нічиї | Поразки | Голи |
| ----------------- | ----------------- | --------------- | ------------ | ----- | -------- | ----- | ------- | ---- |
| 1955-56           | «Реймс»           | Кубок чемпіонів | фіналіст     | 4     | 3        | 0     | 1       | 1    |
| 1961-62           | «Монако»          | Кубок чемпіонів | 1/16 фіналу  | 2     | 0        | 0     | 2       | 0    |
| 1963-64           | «Монако»          | Кубок чемпіонів | 1/8 фіналу   | 4     | 1        | 1     | 2       | 0    |
| ВСЬОГО            | «Реймс»           | 1 євросезон     | 1 євросезон  | 4     | 3        | 0     | 1       | 1    |
| ВСЬОГО            | «Монако»          | 2 євросезони    | 2 євросезони | 6     | 1        | 1     | 4       | 0    |
| ВСЬОГО за кар'єру | ВСЬОГО за кар'єру | 3 євросезони    | 3 євросезони | 10    | 4        | 1     | 5       | 1    |

### Усі матчі та голи Мішеля Ідальго у єврокубках
(1) — перший матч;

## Виступи за збірну
5 травня 1962 року Мішель провів свій єдиний матч у складі національної збірної Франції — товариську гру проти збірної Італії (1:2)

## Кар'єра тренера
Розпочав тренерську кар'єру відразу після завершення ігрової кар'єри, очоливши дублюючу команду «Монако». Також молодий фахівець працював у нижчоліговій «Ментоні» граючим тренером. Пізніше Ідальго став президентом UNFP, французького союзу гравців.
В березні 1976 року був призначений головним тренером збірної Франції. На той момент найвищими досягненнями французького футболу були третє місце на чемпіонаті світі 1958 року і четверте місце на Євро-1960. Відтоді французька команда брала участь лише в одному чемпіонаті світу — в 1966 році, — але посіла останнє місце у групі і жодного разу не пробивалася на чемпіонат Європи. Першим досягненням Ідальго стала перемога у відбірковому турнірі чемпіонату світу 1978 року; однак, приїхавши в Аргентину, французи знову не зуміли вийти з групи.

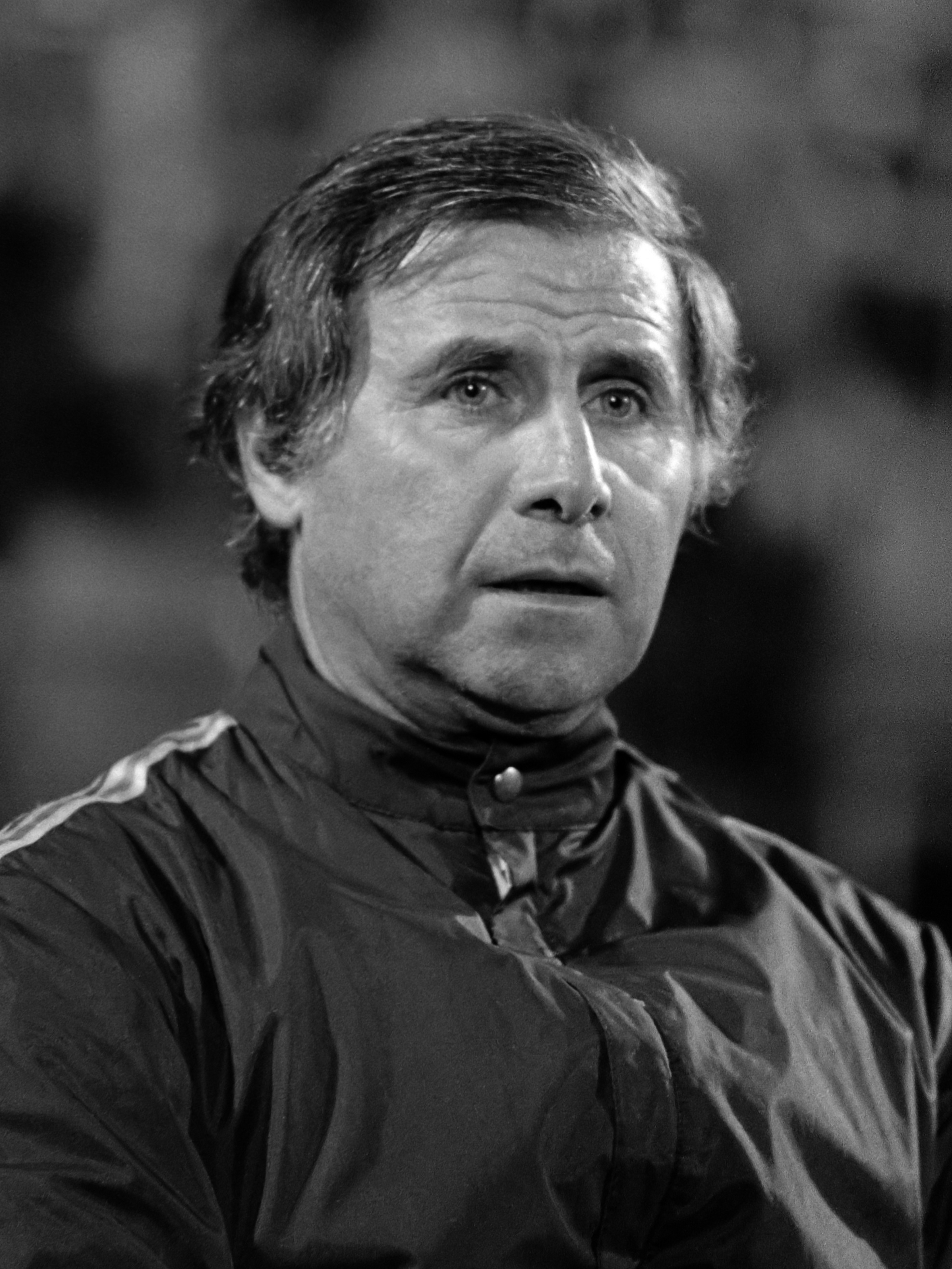
Мішель Ідальго у березні 1981 року.

Далі Мішеля Ідальго чекала невдача: команда знову не пройшла відбірковий турнір чемпіонату Європи 1980 року, проте таки вийшла на чемпіонат світу 1982 року, що проходив в Іспанії. Чемпіонат французи почали з поразки від збірної Англії — 1:3, пропустивши перший м'яч вже на 1й хвилині гри, але все-таки вийшли з групи в наступний етап. Далі збірна Франції грала набагато впевненіше і дійшла до знаменитого півфінального матчу зі збірною ФРН, в якому була дуже близька до перемоги. Рахунок відкрили німецькі футболісти, але Мішель Платіні забив гол з пенальті. До кінця другого тайму зберігся рахунок 1:1. Зате в додатковий час, на 92-й хвилині, захисник Франції Маріус Трезор забив другий гол. Після пропущеного м'яча постійні атаки вела збірна ФРН, але на 98-й хвилині збірної Франції вдалася контратака, в якій Ален Жиресс забив третій м'яч. Проте в час, що залишився, німцям вдалося зрівняти рахунок і фінальний свисток зафіксував знову нічию 3:3. Цей півфінал увійшов в історію футболу ще й тому, що в ньому вперше на чемпіонатах світу доля переможця вирішувалася в серії пенальті, і перемогу з рахунком 5:4 здобули німецькі футболісти. А команді Франції довелося грати матч за третє місце зі збірною Польщі. Але навіть склад французів на цей матч показав, що третє місце їх вже не цікавить — не грав ані Мішель Платіні, ані деякі інші провідні французькі футболісти і збірна Польщі перемогла 3:2, ставши третім призером.
Зате вже два роки французи приймали в себе Євро-1984. Груповий турнір збірна Франції пройшла легко, здобувши три перемоги. Потім французи зіграли півфінальний матч зі збірною Португалії. Тут, як і в півфіналі попереднього чемпіонату світу, після другого тайму рахунок був 1:1. На початку додаткового часу португальці вийшли вперед. Зрівняти рахунок французам вдалося лише на 115-й хвилині, це зробив захисник Жан-Франсуа Домерг. А за хвилину до кінця додаткового часу іні забив переможний гол. Здобувши перемогу з рахунком 3:2, збірна Франції вперше вийшла у фінал чемпіонату Європи. Там, 27 червня 1984 на паризькому стадіоні «Парк де Пренс» збірна Франції перемогла збірну Іспанії з рахунком 2:0. Перший м'яч на 57-ій хвилині забив Мішель Платіні, а на останній хвилині гри Брюно Беллон поставив переможну крапку.
Після перемоги в чемпіонаті Європи Мішель Ідальго вирішив покинути пост головного тренера збірної Франції. Наступні два роки він працював технічним директором збірної, а у 1986 році продовжив працювати з марсельським «Олімпіком», де провів 5 років.
Потім Ідальго знову залишив тренерську роботу і став вести футбольну передачу на телебаченні Монако. Але в 2004 році прийняв пропозицію очолити збірну Конго, проте пропрацював у команді менше року.

## Статистика виступів
| Сезон     | Клуб     | Чемпіонат  | Чемпіонат | Чемпіонат | Кубок | Кубок | Єврокубки | Єврокубки | Єврокубки |
| Сезон     | Клуб     | Дивізіон   | Ігор      | Голів     | Ігор  | Голів | Турнір    | Ігор      | Голів     |
| --------- | -------- | ---------- | --------- | --------- | ----- | ----- | --------- | --------- | --------- |
| 1952—1953 | «Гавр»   | Дивізіон 1 | 19        | 4         | -     | -     | -         | -         | -         |
| 1953—1954 | «Гавр»   | Дивізіон 1 | 28        | 9         | 4     | 1     | -         | -         | -         |
| 1954—1955 | «Реймс»  | Дивізіон 1 | 23        | 11        | 3     | 1     | ЛК        | 2         | 0         |
| 1955—1956 | «Реймс»  | Дивізіон 1 | 16        | 8         | 2     | 0     | КЄЧ       | 4         | 1         |
| 1956—1957 | «Реймс»  | Дивізіон 1 | 27        | 4         | 3     | 4     | -         | -         | -         |
| 1957—1958 | «Монако» | Дивізіон 1 | 30        | 5         | 4     | 2     | -         | -         | -         |
| 1958—1959 | «Монако» | Дивізіон 1 | 28        | 4         | 2     | 0     | -         | -         | -         |
| 1959—1960 | «Монако» | Дивізіон 1 | 34        | 10        | 6     | 1     | -         | -         | -         |
| 1960—1961 | «Монако» | Дивізіон 1 | 33        | 5         | 7     | 2     | -         | -         | -         |
| 1961—1962 | «Монако» | Дивізіон 1 | 28        | 1         | 6     | 0     | КЄЧ       | 2         | 0         |
| 1962—1963 | «Монако» | Дивізіон 1 | 38        | 1         | 8     | 0     | -         | -         | -         |
| 1963—1964 | «Монако» | Дивізіон 1 | 20        | 0         | 3     | 0     | КЄЧ       | 4         | 0         |
| 1964—1965 | «Монако» | Дивізіон 1 | 31        | 0         | 4     | 0     | -         | -         | -         |
| 1965—1966 | «Монако» | Дивізіон 1 | 14        | 0         | 1     | 0     | -         | -         | -         |
| Всього    | Всього   | Всього     | 369       | 62        | 53    | 11    | -         | 12        | 1         |

### Статистика виступів за збірну
| Дата     | Місто     | Господарі | Результат | Гості   | Турнір           | Голи | Примітки |
| -------- | --------- | --------- | --------- | ------- | ---------------- | ---- | -------- |
| 5-5-1962 | Флоренція | Італія    | 2 – 1     | Франція | товариський матч | -    | 46'      |
| Усього   |           | Матчів    | 1         |         | Голів            | 0    |          |

## Титули і досягнення

### Як гравця
- Чемпіон Франції (3):

«Реймс»: 1954–55
«Монако»: 1960–61, 1962–63
- Володар Кубка Франції (2):

«Монако»: 1959–60, 1962–63
- Володар Суперкубка Франції (2):

«Реймс»: 1955
«Монако»: 1961

### Як тренера
- Чемпіон Європи (1):

 Франція: 1984